# シャーンドル・モーリツ
シャーンドル・モーリツ（洪:Sándor Móric；独:Moritz Graf Sándor von Szlavnicza, 1805年5月23日 - 1878年2月23日）は、ハンガリーの貴族、騎手。伯爵。クレメンス・フォン・メッテルニヒ侯爵の娘婿。

## 生涯
トレンチーン（現在のスロバキア領トレンチーン州）に起源を持つシャーンドル伯爵家（Sándor család）の最後の末裔として生まれた。父親が死んで伯爵家の当主となった後、自慢の体力と向こう見ずな性格から、様々な危険な乗馬術に挑戦するようになった。この乗馬術は友人の画家プレステル（G.Prestel）によって約300のイラストに描かれ、このイラスト集は1858年に出版されている。またシャーンドルは馬の飼育に関しても第一人者とされていた。ウィーンの社交界では大変な人気者であり、「悪魔の騎手（Teufelsreiter）」の異名で呼ばれた。1851年、それまでの無数の乗馬中の落馬の影響による脳の病気に突然襲われ、以後は廃人として余生を送った。
1835年2月8日にクレメンス・フォン・メッテルニヒ侯爵の娘レオンティーネ（1811年 - 1861年）と結婚し、間に一人娘のパウリーネ（1836年 - 1921年）をもうけた。パウリーネは母親の異母弟（つまり叔父）にあたるリヒャルト・クレメンス・フォン・メッテルニヒ侯爵に嫁いだ。作曲家カールマーン・イムレはシャーンドルを主人公にしたオペレッタ作品『悪魔の騎手（Der Teufelsreiter）』（1932年）を残している。